# Teorema de Monsky
Na geometria, o teorema de Monsky afirma que é impossível dividir um quadrado em um número ímpar de triângulos de mesma área. Isso foi conjecturado por Fred Richman em 1965, e foi provado por Paul Monsky em 1970, valendo-se de sofisticadas técnicas algébricas.